# Poecilomigas basilleupi
Espèce
Poecilomigas basilleupi est une espèce d'araignées mygalomorphes de la famille des Migidae.

## Distribution
Cette espèce est endémique de Tanzanie.

## Description
La femelle holotype mesure 8,13 mm.

## Publication originale
- Benoit, 1962 : Migidae nouveaux du Musée Royal de l'Afrique Centrale (Araneae-Orthognatha). Revue de zoologie et de botanique africaines, vol. 66, p. 276-282.